# Joseph Walch
Joseph Walch (1870-1958) vétérinaire et conseiller général UPR né à Franken. Ami intime de l'abbé Haegy et autonomiste alsacien, il fonde en 1931 la Société d'Histoire du Sundgau dont il sera le 1er président.